# Круг (ЗРК)
2К11 «Круг» (за класифікацією НАТО — SA-4 Ganef) — радянський самохідний зенітно-ракетний комплекс середньої дальності. Був армійською системою протиповітряної оборони. Розроблявся з 1958 року, був прийнятий на озброєння у 1964 році.

## Історія створення
Перші роботи зі створення військового комплексу середньої дальності на мобільному шасі в СРСР почалися в 1956 році. Розробка зенітно-ракетного комплексу (ЗРК) сухопутних військ «Круг» розпочалась в лютому 1958 року згідно з постановою Ради міністрів СРСР.
Головним підприємством по розробці ЗРК «Круг» призначили НДІ-20 ДКРЕ, в подальшому Науково-дослідний електромеханічний інститут Міністерства радіопромисловості. Крім того, інститут проектував станцію наведення ракет 1С32 і бортову апаратуру управління.
Початково припускалось використовувати для ЗРК «Круг» ракету типу В-757, яку розробляли з липня 1957 року в НДІ-6 для комплексу С-75. Але вона мала великі габарити, маломобільну пускову установку з одною направляючою та інші параметри, що не відповідали вимогам ППО сухопутних військ, і від неї розсудливо відмовились. Паралельно з цим для «Круга» розроблялись ще дві ракети: 3М8 — з командною системою наведення та 3М10 — з комбінованою системою наведення (із самонаведенням на кінцевій частині траєкторії). Але характеристики 3М10 не вдалось довести до необхідного рівня, і було вирішено оснастити комплекс ракетою 3М8.
Ракета 3М8 і артилерійська частина пускової установки 2П24 створювалась в ОКБ-8 і на заводі № 8 (м. Свердловськ), що раніше займались виключно зенітною артилерією і лише в 1958 році переорієнтувались на зенітні ракети (пізніше ОКБ-8 було переіменовано в Свердловське машинобудівне КБ «Новатор»).
26 листопада 1964 року було підписано постанову СМ № 966-377 про прийом ЗРК 2К11 на озброєння.

## Тактико-технічні характеристики
| Основні ТТХ різних модифікацій комплексів Круг |          |           |           |           |
|                                                | Круг     | Круг-А    | Круг-М    | Круг-М1   |
| Зона ураження, км:                             |          |           |           |           |
| по дальності                                   | 11-45    | 9-50      | 9-50      | 6-50      |
| назустріч по висоті                            | 3-23,5   | 0,25-23,5 | 0,25-24,5 | 0,15-24,5 |
| Середня швидкість ракети, м/с                  | 800-1000 | 800-1000  | 800-1000  | 800-1000  |
| Час розгортання (згортання), хв                | 5        | 5         | 5         | 5         |

## Оператори
- Болгарія — 9 батарей (27 ПУ)
  - 31-ша фронтова зенітно-ракетна бригада (под. 24580), м. Стара Загора
- НДР
- Польща
- Сирія
- СРСР
  - 5-та зенітна ракетна бригада (в/ч 80834), м. Курживоди, ЧССР, 1971—1989
  - 7-ма зенітна ракетна бригада (в/ч 26292), с. Джида, Бурятія, 1971—1992
  - 25-та зенітна ракетна бригада (в/ч 68506), м. Стрий, Львівська область, 1966—1992
  - 46-та зенітна ракетна бригада (в/ч 01909), смт. Підгородна, Миколаївська область, 1967—1992, з 1992—2000 в складі Збройних Сил України, в 2000 -х бригада скорочена.
  - 49-та зенітна ракетна бригада (в/ч 53504), Планкен, НДР, 1967—1987
  - 53-тя зенітно-ракетна бригада (в/ч 38312), м. Альтенбург, НДР, 1967—1986
  - 55-та зенітна ракетна бригада (в/ч 44079), м. Мор, Угорщина, 1971—1989[3]
  - 56-та зенітна ракетна бригада (в/ч 01851), м. Слуцьк, Мінська область, 1969—1987
  - 59-та зенітно-ракетна бригада (в/ч 01876), м. Артик, Вірменська РСР, 1968—1992
  - 61-ша зенітна ракетна бригада (в/ч 44991), м. Слуцьк, Мінська область (до 11.1969), с. Штатс, НДР, 1967—1988
  - 62-га зенітна ракетна бригада (в/ч 39867), м. Любомль, Волинська область, 1969—1984
  - 102-га зенітна ракетна бригада (в/ч 26037 -> в/ч 11754), с. Шилово (до 09.1988 р.), м. Кемерово (до 06.1989 р.), с. Молькіно Краснодарський край, 1981—1995
  - 108-ма зенітно-ракетна бригада (в/ч 36836), м. Золотоноша, Черкаська область, 1970—1990
  - 137-ма зенітна ракетна бригада (в/ч 55579), смт. Гончарівське, Чернігівська область, 1971—1987
  - 138-ма зенітна ракетна бригада (в/ч 35807), м. Шепетівка, Хмельницька область, 1967—1985
  - 140-ва зенітна ракетна бригада (в/ч 93293), с. Тшебень, ПНР 1973—1989
  - 147-ма зенітна ракетна бригада (в/ч 96869), м. Бобруйськ, Могильовська область, 1972—1988
  - 151-ша зенітна ракетна бригада (в/ч 21718), м. Теміртау (с. Солонічки) Карагандинська область, Казахстан, до літа 1989 року
  - 156-та зенітна ракетна бригада (в/ч 55585), с. Олексіївка, Одеська область, 1972—1991
  - 223-тя зенітна ракетна бригада (в/ч 48282) смт. Раухівка (до 1984 р.) / (в/ч 20152) м. Теребовля, 1975—1992
  - 297-ма зенітна ракетна бригада (в/ч 93292) м. Веспрем (до 1984 р.), с. Дунафьольдвар (до 1990 р.), Угорщина / (в/ч 02030) с. Алкіно-2, Башкирія
  - 447-ма зенітна ракетна бригада (в/ч 23441) с. Совєтське, Кримська область, 1980—1991[4]
- Угорщина
- Чехословаччина